# 羅德斯島戰記-英雄騎士傳-
《羅德斯島戰記-英雄騎士傳-》（ロードス島戦記-英雄騎士伝-）是將日本作家水野良創作的奇幻小說《羅德斯島戰記》改編的電視動畫，於1998年4月1日至9月30日在東京電視台播出。
前半改編小說第三本《火龍山的魔龍》，後半改編終章《羅德斯的聖騎士》。播放片尾曲MV之前的一分鐘，附有Q版動畫人物搞笑劇場《歡迎來到羅德斯島！》（ようこそロードス島へ!）。由於作畫品質低劣的關係，在同好間評價不高；唯一沒變形的只有「永遠的少女」精靈蒂德莉特（ディードリット）。擔任角色原案的夏元雅人有出其漫畫版本。
另外，原本幫蒂德配音的新山志保因身體不適從19集退出，20集後的蒂德換成野田順子配音（之後新山並沒有從白血病中康復而逝世，英雄騎士傳成了她最後演出的作品）。

## 故事大綱
撼動羅德斯島全境的英雄戰爭已過了五年。馬莫帝國的黑衣騎士亞修拉姆，造訪位於羅德斯島東北部的瑪法大神殿。為了傳說中擁有可控制羅德斯力量的「支配權杖(支配の王錫)」，帕恩與蒂德莉特、弗雷姆王卡修一行人前往魔龍晨曦之星(流星)所棲息的火龍山，和亞修拉姆展開一場激戰。（到第8集為止）
十年後，憧憬帕恩的少年史帕克，已成長為弗雷姆的見習騎士。在偶然的場合下，史帕克撞見馬莫帝國的黑暗妖精入侵王城的藏寶庫，卻無力阻止。為了取回被盜走的寶玉「魂之水晶球」，史帕克與同伴們踏上了追尋黑暗妖精的旅程。旅途中和被命運引導的少女妮絲相遇，並朝神聖王國瓦利斯出發。此時他們還不知道，這趟旅程已變成一場牽扯羅德斯島命運的試煉…。

## 登場人物
中文譯名以傳訊電視大地頻道配音版為主。
第1~8集
- 潘恩（Parn，配音員：林延年）
- 蒂德莉特（蒂朵）（Deedlit，配音員：新山志保）
- 史列因（Slayn，配音員：宮本充）
- 蕾莉亞（Laylia，配音員：富澤美智惠）
- 賽希魯（Cecil，配音員：森久保祥太郎）
- 希莉絲（Shiris，配音員：淺川悠）
- 歐魯森（Orson，配音員：檜山修之）
- 瑪魯（Maar，配音員：阪口大助）
- 卡修（Kashue，配音員：中田讓治）
- 阿修拉姆（Ashram，配音員：速水獎）
- 巴古納多（Wagnard，配音員：大塚周夫）

第9~27集
- 史派克（Spark，配音員：野島健兒）
- 妮絲（Neese，配音員：石橋千惠）
- 帕恩（Parn，配音員：林延年）
- 蒂德莉特（Deedlit，配音員：新山志保；20集開始改為野田順子）
- 卡修（Kashue，配音員：中田讓治）
- 霍普（Hobb，配音員：大場真人）
- 瑪魯（Maar，配音員：阪口大助）
- 莉芙（Leaf，配音員：坂本真綾）
- 加拉克（Garrack，配音員：高塚正也）
- 萊娜（Ryna，配音員：米本千珠）
- 亞爾德·諾伯（Aldonova，配音員：西脇保）
- 古力巴斯（Greevus，配音員：岸野一彥）
- 雷歐納（Reona，配音員：中井和哉）
- 埃特（Etoh，配音員：太田真一郎）
- 比蘿天絲（Pirotess，配音員：西原久美子）
- 阿修拉姆（Ashram，配音員：速水獎）
- 卡拉（Karla，配音員：五十嵐麗）
- 巴古納多（Wagnard，配音員：大塚周夫）

## 電視動畫

### 工作人員
- 原作：水野良（《羅德斯島戰記》、《新羅德斯島戰記》）／（《歡迎來到羅德斯島！》）
- 監督：高本宣弘
- 角色原案：夏元雅人（《月刊少年Ace》連載）、（《歡迎來到羅德斯島！》）
- 人物設計：、／佐佐木敏子（《歡迎來到羅德斯島！》）
- 系列構成：長古川勝己
- 選角協助：青二Production
- 作畫監督：菱沼義仁、中澤一登、阿部邦博、恩田尚之
- 美術監督：小山俊久
- 音響監督：向山宏志
- 音樂：和田薰
- 製作人：岩田牧子（東京電視台）、高城一典（讀賣廣告社）、田宮武
- 動畫製作：AIC
- 製作：東京電視台、角川書店、丸紅、讀賣廣告社、萬代影視

### 主題曲
- 片頭曲「奇跡の海」

（歌：坂本真綾、作詞：岩里祐穗、作曲‧編曲：菅野洋子）
- 片尾曲

（歌：石橋千惠、作詞‧作曲：新居昭乃、編曲：保刈久明）

### 各集標題
| 集數 | 中文標題                      | 日文原文        |
| ---- | ----------------------------- | --------------- |
| 1    | 『自由騎士』…嶄新歷史的首頁   |                 |
| 2    | 『龍』…失落歷史的看守者       |                 |
| 3    | 『王』…人們呼喚的英雄         |                 |
| 4    | 『海賊』…滿載黑色野心的船     |                 |
| 5    | 『魔劍』…摧魂蕩魄之力         |                 |
| 6    | 『心』…復甦的淚水             |                 |
| 7    | 『死』…傳達溫柔的心           |                 |
| 8    | 『支配之王錫』…羅德斯統一之夢 |                 |
| 9    | 『年輕騎士』…試探自己的實力   |                 |
| 10   | 『奪回』…被賦予的任務         |                 |
| 11   | 『光』…神所引導的少女         |                 |
| 12   | 『出陣』…追逐神秘的黑影       |                 |
| 13   | 『惡夢』…悄然迫近的黑暗之力   |                 |
| 14   | 『門扉』…透露的真實           |                 |
| 15   | 『宿敵』…與黑騎士的再會       |                 |
| 16   | 『神聖都城』…找尋新的線索     |                 |
| 17   | 『決斷』…迫切的抉擇           |                 |
| 18   | 『使命』…自我邁進之路         |                 |
| 19   | 『再會』…在遙遠的戰亂國度     |                 |
| 20   | 『來襲』…被奪去的最後希望     |                 |
| 21   | 『立誓』…向未來邁進的一小步   |                 |
| 22   | 『解放』…開啟的道路           | 解放…開かれた道 |
| 23   | 『登陸』…令人生畏的黑暗之島   |                 |
| 24   | 『魔女』…維持力量均衡的人     |                 |
| 25   | 『了結』…黑騎士的選擇         |                 |
| 26   | 『破滅』…被解放的邪神         |                 |
| 27   | 『英雄』…嶄新騎士的誕生       |                 |

## 相關作品
- 漫畫《羅德斯島戰記－英雄騎士傳》全6冊（台灣東販）原作：水野良；作畫：夏元雅人
- 片頭曲單曲CD（1998年4月22日發售）
- 片尾曲單曲CD（1998年4月22日發售）
- 原聲帶「羅德斯島戰記～英雄騎士傳～Original Soundtrack Vol.1」（1998年6月24日發售）
- 原聲帶「羅德斯島戰記～英雄騎士傳～Original Soundtrack Vol.2」（1998年9月23日發售）
- 原聲帶「羅德斯島戰記～英雄騎士傳～Original Soundtrack Vol.3」（1998年10月21日發售）
- 廣播劇「羅德斯島戰記～英雄騎士傳～Drama Album I」（1998年9月2日發售）

## 播放電視台
| 東京電視台 星期三18時00分－18時30分 節目 | 東京電視台 星期三18時00分－18時30分 節目                   | 東京電視台 星期三18時00分－18時30分 節目 |
| ---------------------------------------- | ---------------------------------------------------------- | ---------------------------------------- |
|                                          | 羅德斯島戰記 -英雄騎士傳- （1998年4月1日 - 1998年9月30日） |                                          |
| 萬能文化貓娘                             | 快傑蒸氣偵探團                                             |                                          |